# Multnomah
Multnomah (Wappato; vidi tekst) /Nē'malnōmax, 'down river'/ je pleme Chinookan Indijanaca s i naokolo otoka Sauvies s ušća Willamette u Columbiji. Oregon. Poznati su i pod imenom Wappato, koji označava gomoljasti korijen biljke Sagittaria variabilis. Mooney (1928.) procjenjuje da ih je 1780. bilo 3,600. 
Multnomahi kao i druga susjedna plemena žive od ribarenja i kopanja wappato korijenja na otoku Sauvie. Godine 1805. bilo ih je oko 800 a imali su 5 sela. Dolazak bijelaca za njih ne predstavlja ništa dobro. Godine 1834. Multnomahe su decimirale boginje i malarija, i prema Parkeru, oni 1835. više ne postoje kao pleme. Godine 1910. tek nekoliko članova plemena Multnomah koji su preživjeli, prebačeni su na rezervat Grand Ronde u Oregonu.
Multnomahi su nazivani pod još nekoliko sličnih imena; Maltnabah, Mathlanobes, Mathlanobs, Moltnomas, Mulknomans, Multinoma, Mult-no-mah, Multnomia.

## Bande
- Cathlacomatup, na južnoj strani Sauvie Islanda;
- Cathlacumup na zapadnoj obali donjeg dijela ušća Willamette i odatle prema Deer Islandu;
- Cathlanaquiah, na jugozapadu Sauvie Islanda;
- Clahnaquah, Sauvie Island;
- Claninnata, na jugozapadu Sauvie Island;
- Kathlaminimin, na sjeverozapadu Sauvie Islanda, kasnije se udružuju s Indijancima Nemoit i Cathlacumup;
- Multnomah, Sauvie Island;
- Nechacokee, na južnoj obali Columbije;
- Nemalquinner, na slapovima Willamette;
- Shoto, na sjevernoj obali Columbije, nasuprot ušća Willamette.